# Circus (песня)
«Circus» (с англ. — «Цирк») — второй сингл с альбома Circus американской певицы Бритни Спирс. Продюсерами сингла стали Dr. Luke и Бенни Бланко. Сингл был выпущен на радио 9 декабря 2008 года. Сингл стал золотым в Австралии и платиновым в США. На радиостанции Love Radio достиг первого места, но вскоре стал опускаться. 16 марта 2009 года он вновь поднялся на первую строчку чарта.

## Музыкальное видео
Режиссёром видеоклипа выступил Francis Lawrence, который ранее работал со Спирс над клипом I'm a Slave 4 U. Премьера клипа была запланирована на 5 декабря 2008 года, но в связи с тем, что 3 декабря клип появился в интернете (первоначально на китайском сайте Tudou.com), была перенесена на 4 декабря.

## Награды
На вручении наград Teen Choice Music сингл участвовал в 6 номинациях, но не получил ни одной награды.

## Выступления
Песня «Circus» была представлена на выступлении Бритни Спирс на шоу «Good Morning America» 2 декабря 2008 года, в 27й день рождения певицы.

## Список композиций
| - CD Single 1 (Australian/European Basic Single/Korean CD) 1. «Circus» — 3:12 2. «Womanizer» (Mike Rizzo Funk Generation Edit) — 3:51 - CD Single 2 (European Maxi Single/Taiwan Remix Single) 1. «Circus» — 3:12 2. «Circus» (Tom Neville’s Ringleader Remix) — 7:52 3. «Circus» (Diplo Circus Remix) — 4:24 4. «Circus» (Junior Vasquez Club Circus) — 9:01 5. «Circus» (Music Video) | - Digital Download/The Singles Collection Boxset Single 1. «Circus» — 3:12 2. «Circus» (Tom Neville’s Ringleader Remix) — 7:52 - Digital EP — The Remixes 1. «Circus» (Diplo Circus Remix) — 4:24 2. «Circus» (Tom Neville’s Ringleader Remix) — 7:52 3. «Circus» (Villains Remix) — 5:17 4. «Circus» (Linus Love Remix) — 4:39 5. «Circus» (Junior Vasquez Electric Circus) — 9:02 |

## Участие в чартах
В хит-параде Billboard Hot 100 сингл стартовал с 3 места, что является рекордно высокой позицией старта.

| Чарты (2008)                         | Высшая позиция |
| ------------------------------------ | -------------- |
| Австралия (ARIA)                     | 6              |
| Австрия (Ö3 Austria Top 40)          | 14             |
| Бельгия (Flanders Ultratop 50)       | 37             |
| Бельгия (Wallonia Ultratop 50)       | 27             |
| Канада (Canadian Hot 100, Billboard) | 2              |
| Канада (Billboard CHR/Top 40)        | 1              |
| Канада (Billboard Hot AC)            | 4              |
| Нидерланды (Dutch Top 40)            | 24             |
| Нидерланды (Single Top 100)          | 41             |
| Европа (European Hot 100 Singles)    | 12             |
| Европа (European Radio Top 50)       | 8              |
| Финляндия (YLE)                      | 15             |
| Франция (SNEP Download Chart)        | 16             |
| Германия (GfK Entertainment Charts)  | 11             |
| Ирландия (IRMA)                      | 12             |
| Италия (FIMI)                        | 75             |
| Япония Hot 100 Singles               | 38             |
| Новая Зеландия (Recorded Music NZ)   | 4              |
| Норвегия (VG-lista)                  | 15             |
| Россия (Top Radio Hits)              | 29             |
| Шотландия (OCC Scotland)             | 6              |
| Швеция (Sverigetopplistan)           | 6              |
| Швейцария (Schweizer Hitparade)      | 19             |
| Великобритания (UK Singles Chart)    | 13             |
| США (Billboard Hot 100)              | 3              |
| США (Billboard Adult Pop Songs)      | 24             |
| США (Billboard Hot Dance Club Play)  | 3              |
| США (Billboard Pop Songs)            | 1              |
| США (Billboard Rhythmic Songs)       | 24             |
| США (Billboard Digital Songs)        | 1              |

| Чарт (2009)                               | Позиция |
| ----------------------------------------- | ------- |
| Австралия (Australian ARIA Singles Chart) | 96      |
| Канада (Canadian Hot 100)                 | 15      |
| Россия (Love Radio)                       | 44      |
| Великобритания (UK Singles Chart)         | 105     |
| США (Billboard Hot 100)                   | 27      |
| США (Billboard Pop Songs)                 | 13      |
| США (Billboard Digital Songs)             | 17      |
| Мир (IFPI Top Selling Digital Songs)      | 10      |

## Сертификации
| Регион | Сертификация | Продажи   |
| --- | ------------ | --------- |
| Австралия (ARIA) | Платиновый   | 70 000^   |
| Дания (IFPI Danmark) | Золотой      | 7500^     |
| Германия (BVMI) | Золотой      | 150 000   |
| Новая Зеландия (RMNZ) | Золотой      | 7500*     |
| Великобритания (BPI) | Золотой      | 462,000   |
| США | —            | 3,200,000 |
| Итого |              |           |
| Мир (IFPI) | —            | 5,500,000 |
| * Данные о продажах приведены только на основе сертификации. · ^ Данные о тиражах приведены только на основе сертификации. · Данные о продажах + прослушиваниях приведены только на основе сертификации. |              |           |

## Дополнительные факты
На песню группа Dirty Loops сделала ремикс.